# Corvoheteromeyenia heterosclera
Corvoheteromeyenia heterosclera é uma espécie de esponja de água doce da família Spongillidae, descrita por Izabel Ezcurra de Drago em 1974.

## Descrição morfológica
Espécie encrustante, formando colônias de cinco a cinquenta centímetros de diâmetro e 0,5 a 3,0 centímetros de espessura. A coloração varia de verde em áreas expostas à luz a branca em habitats sombreados. Apresenta megá- e microescleras, incluindo pseubirotulas características do gênero.

## Distribuição e habitat
Endêmica da região neotropical, ocorre em água doce do Nordeste brasileiro (rio São Francisco e bacias costeiras) e também registrada em Curaçau, no Caribe. Habita substratos duros submersos, como rochas e madeira, em córregos, rios e lagoas rasas.

## Taxonomia e tipo
O gênero Corvoheteromeyenia foi proposto por Ezcurra de Drago em 1979 para separar espécies sul-americanas de Corvomeyenia. Em 2016, Calheira & Pinheiro designaram um neótipo para estabilizar a nomenclatura de C. heterosclera.

## Biologia e ecologia
Filtradora bentônica, alimenta-se de microplâncton e matéria orgânica dissolvida, contribuindo para a clarificação da água e ciclagem de nutrientes nos ecossistemas lóticos.

## Conservação
Ainda sem avaliação pela IUCN, mas dados de distribuição e ausência de declínios indicam populações estáveis.